# Неодарвінізм
Неодарвінізм (вейсманізм) — еволюційна концепція, створена Августом Вейсманом (1834–1914) на ранньому етапі розвитку генетики (в кінці XIX — початку XX ст.).
Неодарвінізмом іноді називають  сучасний дарвінізм, що є синтезом  генетики і класичного дарвінізму, що невдало і неправильно з історичної точки зору.
Неодарвінізм Августа Вейсмана обґрунтовував положення про те, що всі особливості будови живих істот можуть бути пояснені з точки зору дарвінівської теорії  природного добору, і немає приводу визнавати будь-яке внутрішнє прагнення до вдосконалення, яке постулював, наприклад, автогенез (навпаки, заперечуючи роль зовнішніх факторів). Неодарвінізм відкидає можливість успадкування набутих ознак, яку постулював ламаркізм. Одне з основних понять неодарвінізму — вчення про «зародкову плазму» і «зародковий шлях». Згідно з цією концепцією, передаються у спадок лише зміни, що відбуваються в спадкових одиницях статевих клітин — «детермінантах».
Август Вейсман, відзначаючи провідну роль природного добору в  еволюції, поширив ідею відбору також і на окремі частини особин і спадкові детермінанти (так званий «тканинної відбір» і «зачатковий відбір»). Започаткована Вейсманом перша спроба пов'язати дані генетики, що тільки-но зароджувалася, з еволюційною теорією і доповнити дарвінівське уявлення про природний відбір вважається, в основному, помилковою, проте деякі ідеї з неодарвінізму все ж перейшли в  синтетичну теорію еволюції

## Ресурси Інтернету
- The Variation of Animals and Plants Under Domestication
- Challenges to neo-Darwinism — Stephen Jay Gould.
- Neodarwinism — Richard Dawkins